# Propanal
Le propanal ou aldéhyde propanoïque ou aldéhyde propionique est un aldéhyde possédant un groupe propyl. De formule CH3CH2CHO, c'est un isomère de la propanone. À température ambiante, c'est un liquide incolore avec une odeur fruitée assez irritante.
Selon une étude dirigée par Frédéric de Blay (Hôpitaux universitaires de Strasbourg) parue le 10 mars 2008 sur le site du ministère de l'Environnement sous le titre « Exposition aux aldéhydes dans l'air : rôle dans l'asthme », la présence de certains aldéhydes, dont le propionaldéhyde, dans le milieu domestique jouerait un rôle aggravant dans la genèse de l'asthme allergique.
L'atterrisseur Philae de la sonde spatiale Rosetta a détecté ce composé à dix atomes sur la comète 67P/Tchourioumov-Guérassimenko, ce qui atteste la présence de cette molécule dans le Système solaire.

## Utilisation
Cet aldéhyde est utilisé comme intermédiaire pour la production du propan-1-ol.

## Production et synthèse
Le propanal est principalement produit via l'hydroformylation à partir de l'éthylène.
{\displaystyle {\rm {H_{2}C=CH_{2}\ +\ CO\ +\ H_{2}\ {\xrightarrow[{}]{cat.}}\ CH_{3}-CH_{2}-CHO}}}